# Clash of Champions 2017
Clash of Champions (2017) was een professioneel worstel-pay-per-view (PPV) en WWE Network evenement dat georganiseerd werd door WWE voor hun SmackDown brand. Het was de 2e editie van Clash of Champions en vond plaats op 17 december 2017 in het TD Garden in Boston, Massachusetts.

## Matches
| Nr. | Match | Winnaar(s)              | Opmerkingen | Bron  |
| --- | --- | ----------------------- | --- | ----- |
| 1P  | Mojo Rawley vs. Zack Ryder | Mojo Rawley             | Eén-op-één match. | [ 2 ] |
| 2   | Dolph Ziggler vs. Baron Corbin (c) vs. Bobby Roode | Dolph Ziggler (nc)      | Triple Threat match voor het WWE U.S. Championship                                                                                      | [ 2 ] |
| 3   | The Usos (Jimmy & Jey Uso) (c) vs. The New Day (Big E & Kofi Kingston) (met Xavier Woods) vs. Chad Gable & Shelton Benjamin vs. Rusev & Aiden English | The Usos                | Fatal 4-Way Tag Team match voor het WWE SmackDown Tag Team Championship.                                                                | [ 2 ] |
| 4   | Charlotte Flair (c) vs. Natalya | Charlotte Flair         | Lumberjack match voor het WWE SmackDown Women's Championship. Flair won door submission.                                                | [ 2 ] |
| 5   | The Bludgeon Brothers (Harper & Rowan) vs. Breezango (Fandango & Tyler Breeze)                                                                        | The Bludgeon Brothers   | Tag team match. | [ 2 ] |
| 6   | Kevin Owens & Sami Zayn vs. Randy Orton & Shinsuke Nakamura                                                                                           | Kevin Owens & Sami Zayn | Tag Team match met Shane McMahon & Daniel Bryan als Special Guestt Referees. Hadden Owens en Zayn verloren, waren ze ontslagen van WWE. | [ 2 ] |
| 7   | AJ Styles (c) vs. Jinder Mahal (met The Singh Brothers)                                                                                               | AJ Styles               | Eén-op-één match voor het WWE Championship. Styles won door submission.                                                                 | [ 2 ] |